# Хамса (амулет)

Хамса з «оком».

Ха́мса — від араб. خمسة‎‎ та івр. חמש («п'ять», тобто п'ять пальців долоні) — єврейський та арабський амулет у вигляді долоні з оком.

## Значення і походження
«Хамса» («Рука Бога», «Рука Фатіми») — стародавній захисний амулет у формі руки, що поширений на Близькому Сході серед юдеїв та мусульман. Зазвичай «Рука Бога» не повторює анатомічну форму руки, а робиться симетричною, з двома великими пальцями з обох сторін.

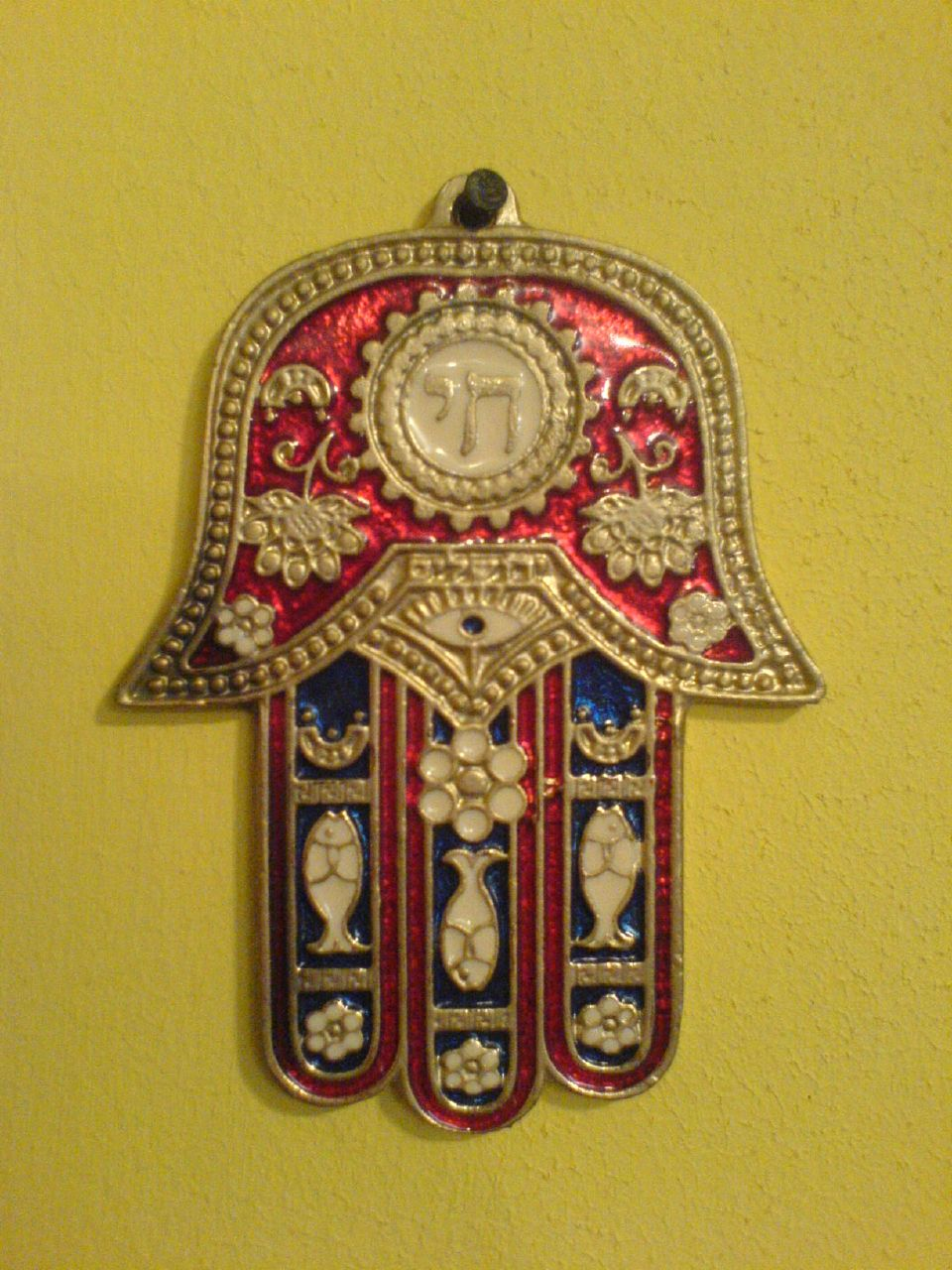
«Рука Мір'ям».

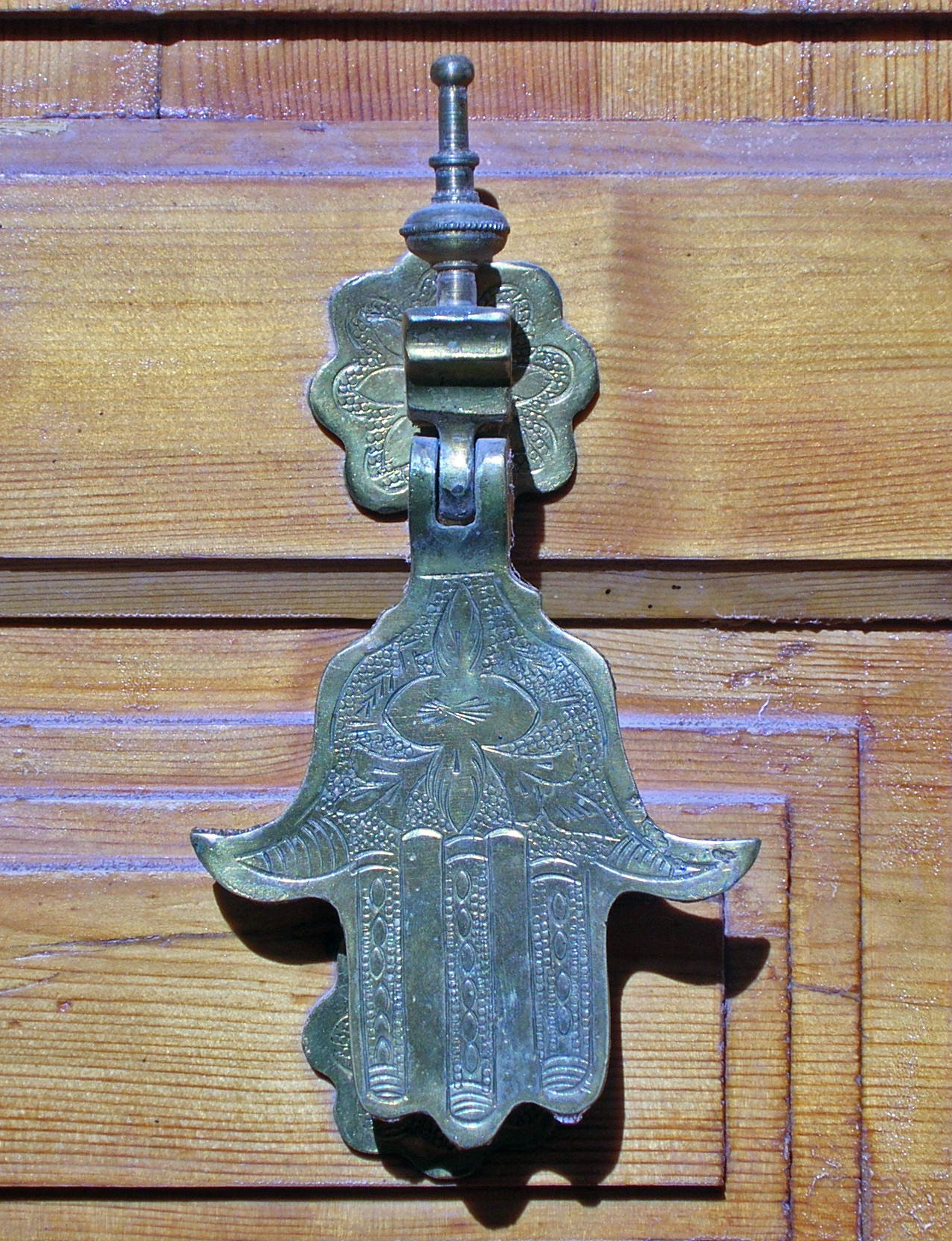
Дверний молоток-хамса в Марокко.

Хоча амулет використовується в юдаїзмі та ісламі, вважається, що амулет існував ще до виникнення цих релігій у фінікійців, і символізував місячну богиню-покровительку Карфагена — Таніт.
Інші символи подібної форми — це рука Венери (Афродіти) і рука Марії, яка використовувалась для захисту жінок від вроків, підвищення жіночої плодючості і лактації, забезпечення здорової вагітності.
Одна з теорій постулює зв'язок хамси й Mano Pantea (Рука-Богині-Всього), амулет відомий стародавнім єгиптянам, як «два пальці».
У цьому амулеті два пальці символізують Ісіду й Осіріса, а великий палець — це їх дитя Гор. Два пальці використовувались для виклику духів батьків, що захищали дитину.
Інша теорія знаходить сліди хамси в Карфагені (Фінікія), де рука (чи в деяких випадках вульва) верховного божества Таніт використовувалась для захисту від поганого ока.
За словами Бруно Барбатті, в той час цей мотив вважався важливим знаком апотропічної магії в ісламському світі, хоча багато сучасних уявлень продовжують явно вказувати походження від секс-символізму.
Шлях хамси і її популярність в єврейському світі особливо в громадах сефардів та мізрахів, можна прослідкувати завдяки його використанню в ісламі.
Хамса була прийнята та використовується євреями, що живуть в ісламському світі, там вона визнається і серед християн, як амулет, що приносить щастя.
В Іспанії після повалення ісламського правління, використання хамси мало велике значення для того, щоб Єпископальний комітет, скликаний імператором Карлом V в 1526 році, видав наказ, що забороняв Руку Фатіми, а також всі амулети у вигляді відкритої правої руки.

## Хамса (хамша) в юдаїзмі

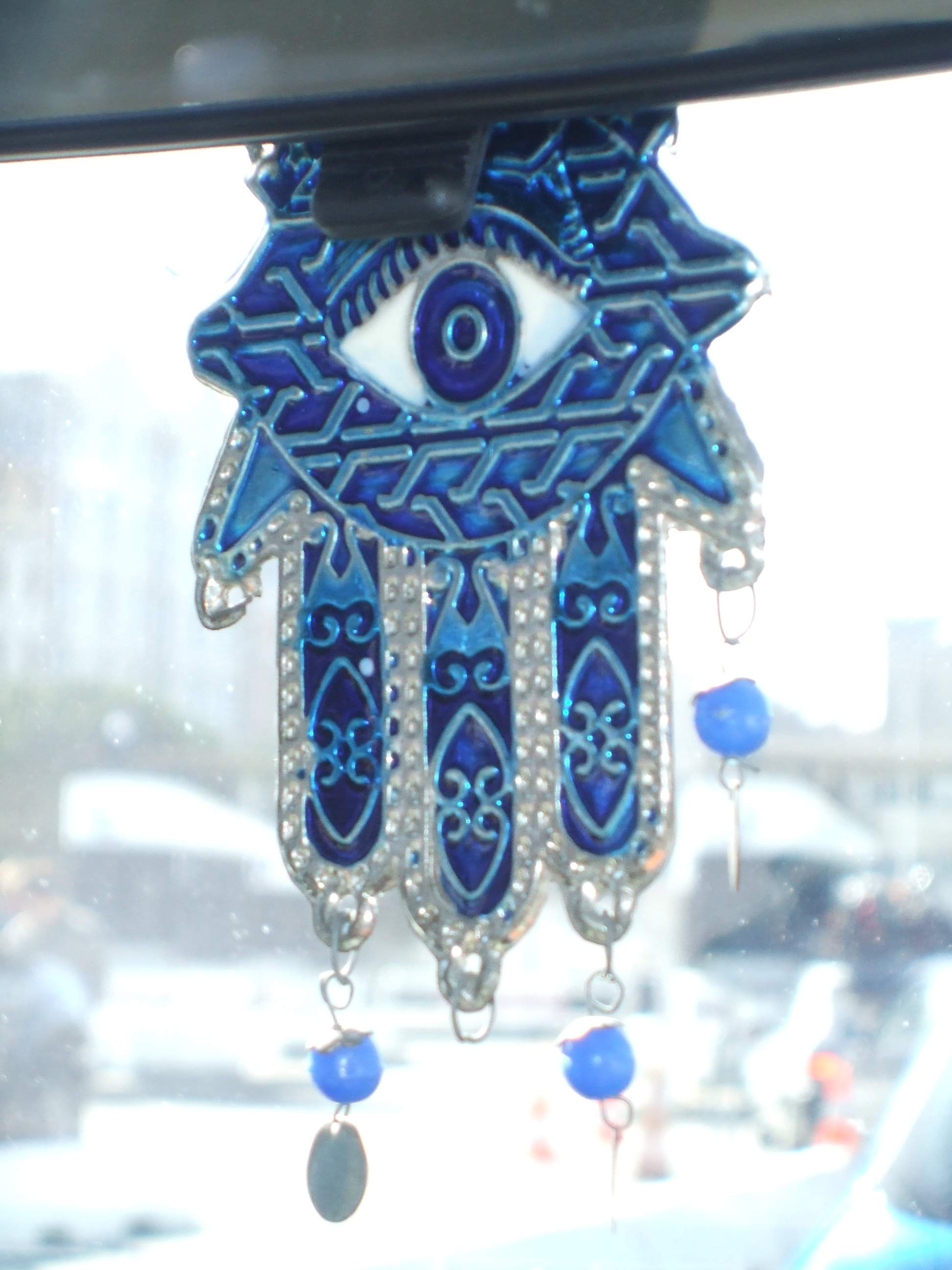
Хамса в автомобілі.

На арамейській мові слово хамша — це «п'ятірня». Євреї, вихідці з країн Близького Сходу, мають звичай вішати хамсу в автомобілях, будинках.
В юдаїзмі хамса також відома, як «Яд ха-хамеш» («Рука п'яти») чи «Рука Мір'ям», по імені сестри Моїсея й Аарона. Хамсу також асоціюють з п'ятьма книгами Тори.

## Хамса в ісламі

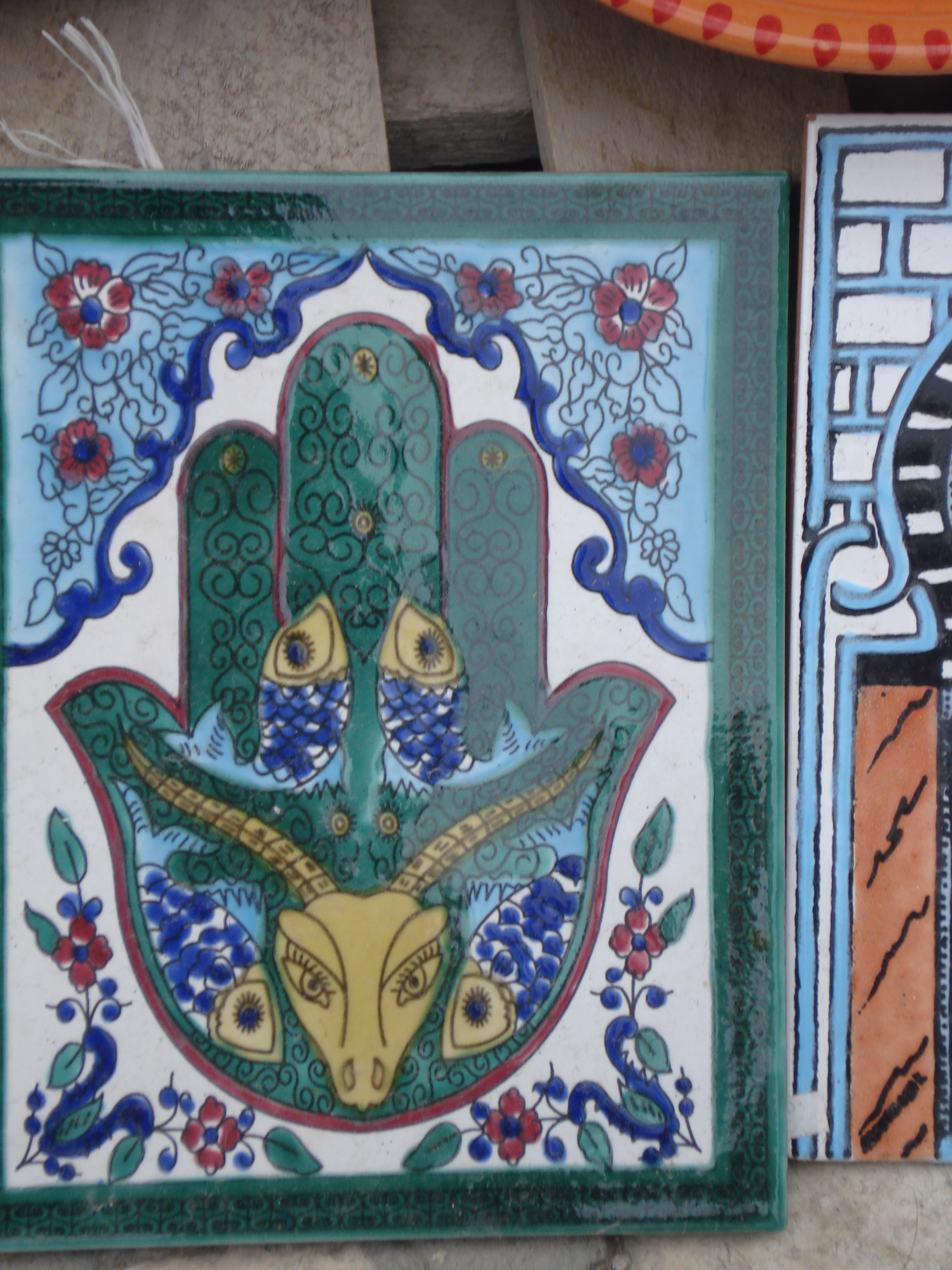
«Рука Фатіми» намальована на дощечці в медіні Кайровану (Туніс)

В ісламі хамсу називають також «Рукою Фатіми» іменем єдиної дочки пророка Мухаммеда, яку пов'язують також з багатьма чудесами, наприклад з викликанням дощу. Кажуть, що одного разу Фатіма помішувала їжу на вогні, а її чоловік Алі зайшов у дім з дівчиною, на якій тільки-но одружився. Фатіма, вражена горем, впустила ложку й продовжила помішувати гарячу їжу рукою, не звертаючи увагу на біль. З тих пір її рука стала символом терпіння і віри. Хамса також вважається символом п'яти стовпів віри ісламу.

## Використання хамси

Хамса з молитвою

Хамсу використовують для захисту від зурочення. Її можна помістити при вході в будинок, в автомобілі, на браслетах, на кулонах. Нерідко в центр хамси поміщають інші символи, що захищають від зурочення — зображення риб, ока чи Зірки Давида. Вважається, що синій і блакитний кольори також захищають від вроків, тому доволі часто хамсу роблять такого кольору або ж прикрашають напівдорогоцінними каменями, від синього до бірюзового. В юдаїзмі хамси часто прикрашають молитвами для захисту, такими як «Шма Ісраель», «Біркат ха-Байт» (благословенні помешкання) чи «Тфілат ха-Дерех» (молитва мандрівників).

## Хамса в культурі
- У фільмі жахів Девіда Гойєра «Ненароджений» (2009) бабуся головної героїні дарує їй хамсу, щоб амулет захистив її від злого духа — діббука, що переслідує їхню сім'ю.
- Французький фільм-драма «Хамса» (2008), розповідає про хлопчика Марко на прізвисько Хамса, тому що він носить на шиї цей талісман[4].